# Холандске краљице
Следи списак краљица Холандије.

## Холандске краљице
| Слика | Име                   | Отац                              | Рођење             | Брак               | Постала владарка   | Престала да влада  | Смрт              | Супружник                     |
| ----- | --------------------- | --------------------------------- | ------------------ | ------------------ | ------------------ | ------------------ | ----------------- | ----------------------------- |
|       | Хортензија де Боарне  | Александар Боарне                 | 10. април 1783.    | 4. јануар 1802.    | 5. јун 1806.       | 1. јул 1810.       | 5. октобар 1837.  | Луј Бонапарта                 |
|       | Вилхелмина Пруска     | Фридрих Вилхелм II                | 18. новембар 1774. | 1. октобар 1791.   | 6. децембар 1813.  | 12. октобар 1837.  | 12. октобар 1837. | Вилем I од Холандије          |
|       | Ана Павловна          | Павле I Петрович                  | 18. јануар 1795.   | 21. фебруар 1816.  | 7. октобар 1840.   | 7. март 1849.      | 1. март 1865.     | Вилем II од Холандије         |
|       | Софија од Виртемберга | Вилијам I од Виртемберга          | 17. јун 1818.      | 18. јун 1839.      | 7. март 1849.      | 3. јун 1877.       | 3. јун 1877.      | Вилем III од Холандије        |
|       | Ема од Валдека        | Џорџ Виктор од Валдека            | 2. август 1858.    | 7. јануар 1879.    | 7. јануар 1879.    | 23. новембар 1890. | 20. март 1934.    | Вилем III од Холандије        |
|       | Хенри од Мекленбурга  | Фридрих Френсис II од Мекленбурга | 19. април 1876.    | 7. фебруар 1901.   | 7. фебруар 1901.   | 3. јул 1934.       | 3. јул 1934.      | Вилхелмина од Холандије       |
|       | Бернхард Холандски    | Бернхард од Липе                  | 29. јун 1911.      | 8. септембар 1936. | 6. септембар 1948. | 30. април 1980.    | 1. децембар 2004. | Јулијана од Холандије         |
|       | Клаус Холандски       | Клаус Феикс од Амсберга           | 6. септембар 1926. | 10. март 1966.     | 30. април 1980.    | 6. октобар 2002.   | 6. октобар 2002.  | Беатрикс од Холандије         |
|       | Максима од Холандије  | Хорхе Зорегијета                  | 17. мај 1971.      | 2. фебруар 2002.   | 30. април 2013.    | данас              | данас             | Вилем-Александер од Холандије |